# Veronica Micle

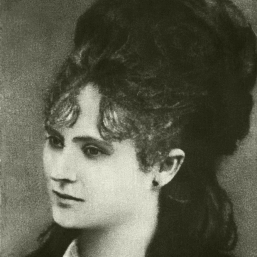
Veronica Micle

Veronica Micle, född Câmpeanu 22 april 1850 i Năsăud, död 3 augusti 1889 i Văratecs kloster, var en rumänsk poet. Hon var gift med Ștefan Micle, professor i Iași. 
Micles namn är nära knutet till Rumäniens störste skald, Mihai Eminescu, som av kärleken till henne inspirerades till några av sina förnämsta dikter och som hon överlevde i knappt två månader. En kort diktsamling av henne utkom 1886 (andra upplagan 1909).